# اتحادیه اعتباری
اتحادیه اعتباری مشارکت مالی با مالکیت اعضا، کنترل دموکراتیک توسط اعضا ان، و برای هدف ارتقاء صرفه جویی، دادن اعتبار در نرخ‌های رقابتی و ارائه سایر خدمات مالی به اعضایش است. بیشتر اتحادیه‌های اعتباری نیز خدمات معطوف به حمایت از توسعه اجتماعی یا پیشرفت بین‌المللی پایدار را در سطح ملی ارائه می‌کنند.
سیستم‌های جهانی، اتحادیه اعتباری به‌طور قابل توجهی برحسب کل دارایی‌های سیستم و میانگین اندازه دارایی مؤسسه متفاوت هستند، از عملیات داوطلبانه با چند عضو در موسسات با دارایی‌های چند بیلیون دلاری تا صدها هزار عضو است. اتحادیه‌های اعتباری همراستای سایر سازمان‌های مشارکتی یا متقابل کار می‌کنند که در بانک داری مشارکتی مثل تعاونی‌های مسکن کار می‌کنند.

## اختلاف‌های ناشی از موسسات مالی دیگر
اتحادیه‌های اعتباری با بانک‌ها وسایر موسسات مالی متفاوت هستند از این بابت که کسانی که حساب‌هایی در اتحادیه اعتباری دارند اعضا و مالکان هستند، و هیئت مدیره را در سیستم یک شخص یک رأی صرفنظر از حجم سرمایه‌گذاری شان انتخاب می‌کنند، با مأموریتی برای "جامعه محور بودن "و "خدمت به مردم، نه سود".
اتحادیه‌های اعتباری خدمات مالی مشابه با بانک‌ها را ارائه می‌کنند، اما اغلب از واژگان تخصصی متفاوت استفاده می‌کنند؛ خدمات مشترک شامل حساب‌های مشترک (حساب‌های پس‌انداز)، تسهیم حساب‌های درفت (حساب‌های چک)، کارت‌های اعتباری، مجوزهای کوتاه مدت (مجوزهای پس‌انداز) و بانک داری انلاین.
معمولاً، تنها عضوی از اتحادیه اعتباری ممکن است پولی را پس‌انداز کرده یا وام بگیرد. نظرسنجی‌ها از اعضا در بانک‌ها و اتحادیه‌های اعتباری به‌طور سازگار میزان رضایت مندی بالاتر مشتری با کیفیت سرویس در اتحادیه اعتباری را نشان داده‌است. اتحادیه‌های اعتباری از قدیم مدعی ارائه خدمات برتر به اعضا و تعهد به کمک به اعضا در بهبود شرایط مالی بوده‌اند. در مقوله شمول مالی اتحادیه‌های اعتباری ارائه دامنه وسیع تر وام و ذخیره تولیدات را با هزینه بسیار ارزان‌تر به اعضا نسبت به بیشتر موسسات سرمایه‌گذاری خرد ادعا می‌کنند.

## وضعیت غیرانتفاعی
در بافت اتحادیه اعتباری،"نه برای سود" همان سازمان خیریه "غیر انتفاعی" یا سازمان مشابه است. اتحادیه‌های اعتباری "غیر انتفاعی" هستند چون هدف شان خدمت به اعضا شان به جای به حداکثر رساندن سود هاست. اما برخلاف خیریه‌ها و امثال ان، اتحادیه‌های اعتباری صرفاً بر خیریه‌ها متکی نیستند، و موسسات مالی هستند باید آنچه که در شرایط اقتصادی، سود کم (یعنی شرایط حسابداری بدون سود،"مازاد") است را برای حفظ موجودیت اعمال کنند. طبق شورای جهانی اتحادیه‌های اعتباری(WOCCU)عواید اتحادیه اعتباری (از وام‌ها و سرمایه‌گذاری‌ها) باید از مخارج عملیاتی و سود سهام (سود پرداخت شده در پس‌اندازها) به منظور حفظ سرمایه و قدرت پرداخت دین فراتر رود.
اف. دبلیو رافسین، پایه‌گذار WOCCU در سال ۱۸۷۰ نوشت که اتحادیه‌های اعتباری "طبق یاده بند قانون مشارکت‌های المان، طبق قانون مشترک تجارت "تجار" تعریف می‌شوند. از این رو آن‌ها نوعی کسب و کار تجاری را تشکیل می‌دهند که مالکان اعضا اتحادیه‌های اعتباری هستند".
در ایالات متحده، اتحادیه‌های اعتباری تحت قانون اتحادیه اعتبار کشور تحت عنوان ۵۰۱–۱۴ معاف از مالیات هستند. اتحادیه‌های اعتباری فدرال مطابق با قانون اتحادیه اعتبار فدرال سازمان دهی و اجرا می‌شوند که نهادهای دولتی ایالات متحده محسوب می‌شوند؛ آن‌ها تحت بخش ۵۰۱–۱ معاف از مالیات هستند.

## حضور جهانی
براساس داده‌های حاصل از انجمن جهانی د اواخر ۲۰۱۰، ۵۲۹۴۵ اتحادیه اعتباری در صد کشور در سراسر جهان وجود داشت. مجموعاً آن‌ها به ۱۸۸ میلیون عضو خدمت کرده و بردارایی ۱٫۵ تریلیون دلار آمریکا نظارت می‌کردند. انجمن جهانی داده‌های حاصل از بانک‌های مشارکتی را وارد نمی‌کند، برای مثال برخی کشورها عموماً به عنوان پیشتازان اتحادیه اعتباری مشاهده می‌شوند مثل المان، فرانسه، هلند و ایتالیا همیشه در داده‌های شان گنجانده می‌شوند. انجمن اروپایی بانک‌های مشارکتی ۳۸ میلیون عض را در چهار کشور در اواخر ۲۰۱۰ اعلام کردند.
کشورهایی با بیشترین فعالیت اتحادیه اعتباری بسیار متنوع هستند. طبق گزارش انجمن جهانی، کشورهایی با بالاترین تعداد اعضا اتحادیه اعتباری ایالات متحده(۹۲ میلیون)، هند(۲۰ میلیون)، کانادا(۱۱ میلیون)، کره جنوبی(۵٫۶ میلیون)، کنیا و برزیل(۳٫۹میلیون)، تایلند(۳٫۶ میلیون)، استرالیا ۳٫۴ میلیون، ایرلند (۳ میلیون) و مکزیک(۲٫۶ میلیون) بودند.
کشورهایی با بالاترین درصد عضوهای اتحادیه اعتباری در جمعیت فعال اقتصادی ایرلند، باربادوس، اس تی. لوسیا، بلیز، گرندا، ترینداد و توباگو و جاماییکا، کانادا، انتیگا و باربودا و ایالات متحده بودند. چندین کشور آمریکای لاتین و آفریقا نیز نرخ عضویت اتحادیه اعتباری بالا داشتند، مثل استرالیا. میانگین درصد برای تمام کشورها در گزارش ۷٫۵٪ بود.
اتحادیه‌های اعتباری در لهستان در سال ۱۹۹۲ راه‌اندازی شد؛ در سال ۲۰۱۲ ،۲۰۰۰ شعبه اتحادیه اعتباری با ۲٫۲ میلیون عضو وجود داشت.

## تاریخچه
تاریخچه اتحادیه اعتباری مدرن از ۱۸۵۲ است، وقتی فرانس هرمن شولز ۰دلیچ یادگیری از دو پروژه آزمایشی را تلفیق کرد، یکی در الینبرگ و دیگری در دلیزچ در پادشاهی ساکسنی در آنچه عموماً به اولین اتحادیه اعتباری در جهان شناخته می‌شود. او قصد داشت تا سیستم اتحادیه اعتباری بسیار موفقی را توسعه بخشد. در سال ۱۸۶۴ فردریک ویلهم رافسین اولین اتحادیه اعتباری روستایی در هدسدرف (هم‌اکنون بخشی از نیووید) در المان را تأسیس کرد. در زمان مرگ رافسین در سال ۱۸۸۸، اتحادیه‌های اعتباری به ایتالیا، فرانسه و هلند، انگلستان، اتریش و سایر کشورها کشیده شده بود.
اولین اتحادیه اعتباری در آمریکای شمالی، کاسی پوپلاری دی لویس در کوبک ک انادا کار خود را در ۲۳ ژانویه ۱۹۰۱ با پس‌انداز ۱۰ سنت شروع کرد. پایه‌گذار الفونز دسیردینز، گزارشگری در پارلمان کانادا مأموریت خود را در سال ۱۸۹۷ آغاز کرد وقتی که از منترلراموخت، کسی که دادگاه برای او حکم پرداخت تقریباً ۵۰۰۰ دلار سود وام ۱۵۰ دلاری را از قرض دهنده صادر کرده بود. با گسترش وسیع در اروپا، دیساردنیز مدل یگانه مبتنی بر ناحیه را برای کوبک ایجاد کرد.
در ایالات متحده، اتحادیه اعتباری بانک اس تی. ماری منچستر، نیوهامسفایر اولین اتحادیه اعتباری بود. با کمک پرسنل دیسجارد، اس تی ماری توسط مهاجران فرانسوی زبان در منچستر از کوبک در ۲۴ نوامبر ۱۹۸۰ تأسیس شد. موزه اتحادیه اعتباری آمریکا هم‌اکنون موقعیت اصلی اتحادیه اعتباری بانک اس تی ماری را گرفته‌است. در نوامبر ۱۹۱۰ اتحادیه صنعتی و آموزشی زنان اتحادیه اعتبار صنعتی را راه‌اندازی کرد، با الگوگیری از اتحادیه‌های اعتباری دیجاریس این اولین اتحادیه اعتباری اجتماعی غیرانتفاعی برای خدمت به تمام مردم در ناحیه بزرگتر بستون بود. قدیمی‌ترین اتحادیه اعتباری ملی در آمریکا در سال ۱۹۱۳ تأسیس شد. اتحادیه اعتباری اس تی ماری به ساکنان جمهوری ماساچوست خدمت می‌کند.
بعداز تبلیغ کلیسا کاتولیک در دهه ۱۹۴۰ در کمک به فقرا در آمریکای لاتین، اتحادیه‌های اعتباری به سرعت در دهه ۱۹۵۰ و ۱۹۶۰ به ویژه در بلوی، کاستاریکا، جمهوری دومنیکن، هندوراس و پرو گسترش یافتند. کنفدراسیون منطقه‌ای اتحادیه اعتبار آمریکای لاتین (COLAC) شکل گرفت و با سرمایه‌گذاری اتحادیه‌های اعتباری بانک توسعه درون آمریکا در منطاقی به سرعت در کل دهه ۱۹۷۰ و اوایل ۱۹۸۰ رشد کرد. در سال ۱۹۸۸ اتحادیه‌های اعتباری COLAC نماینده ۴ میلیون عضو در ۱۷ کشور با صورت وام نیم بیلیون دلار آمریکا بودند. با این وجود، از اواخر دهه ۱۹۷۰ به بعد بیشتر اتحادیه‌های اعتباری آمریکای لاتین با مشکل تورم، عضویت راکد و مسائل جدی بازپرداخت وام مواجه شدند. در دهه ۱۹۸۰ اژانس‌های کم‌کننده مثل USAID سعی کردند تا اتحادیه‌های اعتبار آمریکای لاتین را با مساعدت فنی و متمرکز سازی تلاش‌های اتحادیه اعتباری بربسیج کردن پس‌اندازها از جمعیت محلی احیا کنند. در سال ۱۹۸۷ بحران مالی منطقه‌ای در اتحادیه‌های اعتباری ایجاد شد. نرخ‌های بالای عدم پرداخت بدهی و نکول‌های قابل توجه باعث بروز مسائل نقدینگی برای بیشتر اتحادیه‌های اعتباری در منطقه شد.

## ثبات و ریسک‌ها
اتحادیه‌های اعتباری مازاد کافی را برای پوشش مخارج ایجاد می‌کنند، در غیر اینصورت، مثل بیشتر تجارت‌های دیگر آن‌ها نمی‌توانند به کار خود ادامه دهند. آن‌ها محجور می‌شوند و دست از موجودیت برمی‌دارند؛ تأثیرگذاری بر آن‌ها با وجوه پس‌انداز شده بین حوزه‌های قضائی متفاوت است.
عوامل متعددی اتحادیه‌های اعتباری را در خطر شکست قرار می‌دهند. آن‌ها ممکن است اجازه نداشته باشند پول کافی به مردمی را بدهند که مایل به دریافت وام و قادر به بازپرداخت ان هستند که بعلت قوانین شان در مورد وام دهی ست. وقتی بدهکاران دچار مشکل می‌شوند، اغلب بدهی‌هایی مثل وام‌های روزمزدی را با نرخ‌های سود بالا در ابتدا می‌پردازند، که اتحادیه‌های اعتباری در اولویت آخر قرار می‌گیرد؛ و در برخی موارد دادگاه‌ها بعد از صدور حکم علیه بدهکاران، با مدارا به آن‌ها اجازه می‌دهند تا بدهی‌های شان را با پرداخت‌های بسیار کم بپردازند، گاهی اوقات بدون سود، در بلند مدت.

## اتحادیه‌های اعتباری شرکتی
اتحادیه‌های اعتباری سرویس را تنها برای مشتریان واحد ارائه می‌کنند. اتحادیه‌های اعتباری شرکتی (همچنین موسوم به اتحادیه‌های اعتبار مرکزی در کانادا) سرویس را برای اتحادیه‌های اعتباری با حمایت عملیاتی، کارهای تسویه وجوه و تحویل محصول و خدمت ارائه می‌کنند.

## لیگ‌ها و انجمن‌ها
اتحادیه‌های اعتباری اغلب مشارکت‌ها را بین خودشان شکل می‌دهند تا خدماتی را به اعضا ارائه کنند. سازمان سرویس اتحادیه اعتباری(CUSO) عموماً یارانه انتفاعی یک یا چند اتحادیه اعتباری شکل گرفته برای این منظور است. برای مثال، خدمات مالی CO-OP، بزرگترین اتحادیه اعتباری با مالکیت شبکه درون بانکی در آمریکا شبکه ATM و خدمات مشترک به اتحادیه‌های اعتباری ارائه می‌کند. سایر نمونه‌های مشارکت‌ها بین اتحادیه‌های اعتباری شامل خدمات مشاوره اعتباری و نیز خدمات سرمایه‌گذاری و بیمه است.
لیگ‌های اتحادیه اعتباری کشور می‌توانند با سازمان‌های خارجی برای ارتقاء ابتکار عمل‌ها برای اتحادیه‌های اعتباری یا مشتریان مشارکت کنند. برای مثال، لیگ اتحادیه اعتباری هند از ابتکار عمل موسوم به «مشتعل کردن» حمایت می‌کند که برای ترغیب ابتکار عمل در صنعت اتحادیه اعتباری، با مؤسسه تحقیق فیلنس بکار می‌رود.
WCCU هم انجمن تجاری برای اتحادیه‌های اعتباری در جهان و هم آژانس توسعه است. مأموریت WOCCU کمک به اعضا و عضوهای بالقوه در سازمان دهی، توسعه، بهبود و یکپارچه سازی اتحادیه‌های اعتباری و سازمان‌های مرتبط به عنوان ابزارهای مؤثر برای توسعه اجتماعی و اقتصادی کل مردم است.

## بیمه عمر
در ایالات متحده، اتحادیه‌های اعتباری فدرال از طریق سازمان ملی اتحادیه اعتباری (NCUA)مشخص و نظارت می‌شود، که بیمه عمر مشابه با حالتی را فراهم می‌کند که مشارکت بیمه عمر فدرال (FDIC)بیمه عمر را برای بانک‌ها ارائه می‌کنند. اتحادیه‌های اعتباری کشور توسط آژانس مقررات مالی کشور نظارت می‌شود اما ملزم به دریافت بیمه عمر نیستند. بعلت مسائل شکست‌های بانکی در گذشته، هیچ کشوری بیمه عمر را ارائه نمی‌کند و به این ترتیب دو منبع اولیه برای بیمه عمر وجود دارد، NCUA و بیمه مشترک امریکا(ASI)، بیمه‌کننده خصوصی در اوهایو.
در کانادا، برای ذخائر اتحادیه اعتباری در انتاریو، در سپرده‌های واجد شرایط شرکت بیمه عمر ۱۰۰۰۰۰ دلار پس‌انداز را باید پوشش دهید.